# Literaturjahr 2013
Liste der Literaturjahre

◄◄ | ◄ | 2009 | 2010 | 2011 | 2012 | Literaturjahr 2013 | 2014 | 2015 | 2016 | 2017 | ► | ►►

Weitere Ereignisse

## Ereignisse
- 14.–17. März: Leipziger Buchmesse
- 02. April: Internationaler Kinderbuchtag
- 23. April: Welttag des Buches
- 03. Mai:  Der österreichische Autor Josef Haslinger wird zum neuen Präsidenten der Schriftstellervereinigung PEN-Zentrum Deutschland gewählt.
- Mai: In Wien wird die edition libica gegründet.
- 13. Juni: Bertelsmann teilt mit, dass der Verlag den Direktvertrieb der Brockhaus Enzyklopädie Mitte 2014 einstellen wird. Die Online-Aktualisierungen und weitere Verpflichtungen sollen noch sechs Jahre fortgeführt werden. Die Enzyklopädie geht auf eine Gründung durch Friedrich Arnold Brockhaus 1819 zurück, 2009 hatte Bertelsmann die Marke Brockhaus gekauft.
- 16. Juni: Bloomsday
- 01. Juli: Bertelsmann und Pearson schließen sich zum weltgrößten Buchverlag Penguin Random House zusammen
- 09.–13. Oktober: Frankfurter Buchmesse; Gastland: Brasilien
- 2013: In Bamberg wird als Kinder- und Jugendbuchverlag der Magellan Verlag gegründet.
- 2013: Der Berliner Verlag mikrotext wird gegründet.
- 2013: In Potsdam wird der Emys Sachbuchpreis für Kinder- und Jugendliteratur begründet.

## Geburts- und Jahrestage
- 08. Januar: 150. Geburtstag von Paul Scheerbart (1863–1915)
- 20. Januar: 200. Todestag von Christoph Martin Wieland († 1813)
- 11. Februar: 50. Todestag von Sylvia Plath († 1963)
- 26. Februar: 100. Geburtstag von Hermann Lenz (1913–1998)
- 12. März: 150. Geburtstag von Gabriele D’Annunzio (1863–1938)
- 18. März: 200. Geburtstag von Friedrich Hebbel (* 1813)
- 10. April: 100. Geburtstag von Stefan Heym (1913–2001)
- 29. April: 150. Geburtstag von Konstantinos Kavafis (1863–1933)
- 05. Mai: 200. Todestag von Søren Kierkegaard († 1813)
- 19. Juli: 150. Geburtstag von Hermann Bahr (1863–1934)
- 26. August: 100. Geburtstag (erlebend) von Boris Pahor (1913–2022)
- 17. September: 150. Todestag von Alfred de Vigny († 1863)
- 20. September: 150. Todestag von Jacob Grimm († 1863)
- 05. Oktober: 300. Geburtstag von Denis Diderot (* 1713)
- 17. Oktober: 200. Geburtstag von Georg Büchner (* 1813)
- 07. November: 100. Geburtstag von Albert Camus (1913–1960)
- 14. November: 100. Jahrestag des Erscheinens von Du côté de chez Swann von Marcel Proust (1913)
- 18. November: 150. Geburtstag von Richard Dehmel (1863–1920)
- 22. November: 50. Todestag von Aldous Huxley († 1963)
- 13. Dezember: 150. Todestag von Friedrich Hebbel († 1863)
- 21. Dezember: 200. Geburtstag von Philipp Galen (* 1813)
- 24. Dezember: 150. Todestag von William Thackeray († 1863)
- unbekannt: 700. Geburtstag von Giovanni Boccaccio († 1375)

## Neuerscheinungen

### Belletristik
- 43 Gründe, warum es AUS ist – Daniel Handler
- Die amerikanische Fahrt – Patrick Roth
- Die Analphabetin, die rechnen konnte – Jonas Jonasson
- The Arrows of Time – Greg Egan
- Die Auserwählten – In der Todeszone – James Dashner
- Back to Blood – Tom Wolfe
- Die Besteigung des Rum Doodle – William Ernest Bowman
- Der bleiche König – David Foster Wallace
- Die blendende Klinge – Brent Weeks
- Brief in die Auberginenrepublik – Abbas Khider
- Das Casting – Ryū Murakami
- Le Comte de Chanteleine – Jules Verne
- Ein diskreter Held – Mario Vargas Llosa
- Doctor Sleep – Stephen King
- Dschiheads – Wolfgang Jeschke
- Dunkle Halunken – Terry Pratchett
- Empfindliche Wahrheit – John le Carré
- Erinnerungen an eine Ehe – Louis Begley
- Erwartung – Jussi Adler-Olsen
- F – Daniel Kehlmann
- Der Fälscher, die Spionin und der Bombenbauer – Alex Capus
- From the Gates of Aksum – Gérard Besson
- Frösche – Mo Yan
- Frühling der Barbaren – Jonas Lüscher
- Der Gang vor die Hunde – Erich Kästner (bearb.)
- Ein ganzes halbes Jahr – Jojo Moyes
- Gleiche und Gleichere – Sami Michael
- Götterdämmerung – Élémir Bourges
- Grundlsee – Gustav Ernst
- Das Haupt der Welt – Rebecca Gablé
- Helden des Olymp – Der Sohn des Neptun – Rick Riordan
- Ich und Earl und das Mädchen – Jesse Andrews
- Inferno – Dan Brown
- Intrige – Robert Harris
- Die irre Heldentour des Billy Lynn – Ben Fountain
- Joyland – Stephen King
- Kalte Macht – Jan Faber
- Knockemstiff – Donald Ray Pollock
- Koma – Jo Nesbø
- Das Komplott – John Grisham
- Königsallee – Hans Pleschinski
- Die Lange Erde – Terry Pratchett und Stephen Baxter
- Legend – Schwelender Sturm – Marie Lu
- Die Leiden des Westens – Peter Klein
- Die letzte Einheit – John Scalzi
- Liebes Leben – Alice Munro
- Lockwood & Co. – Die seufzende Wendeltreppe – Jonathan Stroud
- Ein Löwenjäger – Olivier Rolin
- Magical Mystery – Sven Regener
- Der Mann im grauen Flanell – Sloan Wilson (Neuübersetzung)
- Mein Herz hüpft und lacht – Rose Lagercrantz und Eva Eriksson
- A Memory of Light – Robert Jordan und Brandon Sanderson
- Mord im Herbst – Henning Mankell
- Nacht ist der Tag – Peter Stamm
- Noah – Sebastian Fitzek
- Ohne jeden Zweifel – Tom Rob Smith
- The People in the Trees – Hanya Yanagihara
- Pong redivivus – Sibylle Lewitscharoff (mit Friedrich Meckseper)
- Rein Gold: Ein Bühnenessay – Elfriede Jelinek
- Das Rosie-Projekt – Graeme Simsion
- Der Ruf des Kuckucks – Joanne K. Rowling unter dem Pseudonym Robert Galbraith
- Die Scanner – Martin Schäuble unter dem Pseudonym Robert M. Sonntag
- Ein Schmetterling im November – Auður Ava Ólafsdóttir
- Selection – Kiera Cass
- Skype Mama (Anthologie mit 12 Erzählungen aus der Ukraine)
- Solo – William Boyd
- Die Sprache des Wassers – Sarah Crossan
- Ein Sternenzelt aus Stuck – Goran Petrović
- Stoner – John Williams
- Die Straße – Andreas Maier
- Tabu – Ferdinand von Schirach
- Der Tag der Heuschrecke – Nathanael West (Neuübersetzung)
- Todesengel – Andreas Eschbach
- Die Todesliste – Frederick Forsyth
- Traumsammler – Khaled Hosseini
- Die unheimliche Bibliothek – Haruki Murakami
- Unter Freunden – Amos Oz
- Die vierzig Geheimnisse der Liebe – Elif Shafak
- Vogelweide – Uwe Timm
- Die Wahrheit der Fakten, die Wahrheit des Empfindens – Ted Chiang (Erstveröffentlichung)
- Die Wahrheit über den Fall Harry Quebert – Joël Dicker
- Wiedersehen mit Brideshead – Evelyn Waugh (Neuübersetzung)
- Zara – Alles neu – Ulrike Schrimpf

### Sachliteratur
- Anna, die Schule und der liebe Gott – Richard David Precht
- Eine Art zu leben – Peter Bieri
- Biographisches Lexikon für Pommern (Bd. 1); Hrsg.: Dirk Alvermann und Nils Jörn
- Blackbox Abschiebung – Miltiades Oulios (Medieninstallation und Buch)
- Dann mach doch die Bluse zu – Birgit Kelle
- Das erste Leben der Angela M. – Günther Lachmann und Ralf Georg Reuth
- Der Große Krieg. Die Welt 1914 bis 1918 – Herfried Münkler
- Knappheit – Sendhil Mullainathan und Eldar Shafir
- Die Kunst der Niederlage: Eine Geschichte der Kapitulation – Holger Afflerbach
- Eine kurze Geschichte der Menschheit – Yuval Noah Harari
- Die letzten Tage Europas – Henryk M. Broder
- The Open Society and Its Enemies – Karl Popper (Neuausgabe)
- Pariser Lehrjahre – „Lexikon“ zur Malerei in Paris
- Die Schlafwandler – Wie Europa in den Ersten Weltkrieg zog – Christopher Clark
- Der Sieg des Kapitals – Ulrike Herrmann
- Die Superreichen – Chrystia Freeland
- Die Vermessung der Frau – Regula Stämpfli
- Warum ich kein Christ bin – Kurt Flasch
- Warum Nationen scheitern – Daron Acemoğlu und James A. Robinson
- Weit vom Stamm: Wenn Kinder ganz anders als ihre Eltern sind – Andrew Solomon

### Weitere Werke
- And Every Single One Was Someone (Erinnerungswerk) – Phil Chernofsky (Initiator)
- Arbeit und Struktur (Autobiografie; Weblog) – Wolfgang Herrndorf
- Christiane F. – Mein zweites Leben (Autobiografie) – Christiane Felscherinow
- The Flick (Drama) – Annie Baker
- Gefährten (Drama; dEA 2013) – Nick Stafford; dF John von Düffel – nach dem Kinderroman Schicksalsgefährten von Michael Morpurgo
- Huck Finn (Comicroman) – Olivia Vieweg
- The Importance of Being Earnest (Oper, szen. UA) – Gerald Barry (Musik und Libretto; nach der Komödie von Oscar Wilde)
- In stillen Nächten (Gedichtsammlung) – Till Lindemann
- Jimmy Corrigan – Der klügste Junge der Welt (Comicerzählung) – Chris Ware
- Der Kauf (Hörspiel) – Paul Plamper
- Der Krieg hat kein weibliches Gesicht („Dokumentarroman“; erweit. und aktualis. Neuausgabe) – Swetlana Alexijewitsch
- Meine kurze Geschichte (Autobiografie) – Stephen Hawking
- Sandburg (Graphic Novel) – Frederik Peeters und Pierre Oscar Lévy
- Die Schutzbefohlenen (Essay / Hörspiel / Drama) – Elfriede Jelinek
- Secondhand-Zeit („Dokumentarroman“) – Swetlana Alexijewitsch
- Total glücklich (Drama) – Silke Hassler
- Winter Journal (Autobiografie) – Paul Auster

## Gestorben
- 01. Januar: Günter Löffler
- 02. Januar: Teresa Torańska
- 03. Januar: Wolfgang Nehring
- 05. Januar: Gwendoline Butler
- 05. Januar: Mary Susan McIntosh
- 05. Januar: Sol Yurick
- 06. Januar: Metin Kaçan
- 09. Januar: Werner Laubscher
- 10. Januar: Evan S. Connell
- 11. Januar: Bernd Heimberger
- 11. Januar: Robert Kee
- 12. Januar: Jean Krier
- 12. Januar: Steven Utley
- 15. Januar: Jean-Bertrand Pontalis
- 17. Januar: Jakob Arjouni
- 19. Januar: Hans-Jürgen Massaquoi
- 20. Januar: Jörg Steiner
- 21. Januar: İsmet Kür
- 23. Januar: Alex Koenigsmark
- 24. Januar: Anneliese Wagner
- 26. Januar: Yasuoka Shōtarō
- 27. Januar: Diethart Kerbs
- 28. Januar: Ceija Stojka
- 29. Januar: Anselm Hollo
- 05. Februar: Leda Milewa
- 08. Februar: Renato Olivieri
- 10. Februar: Herbert Bruna
- 14. Februar: Friedrich Neznansky
- 16. Februar: Eckart Kroneberg
- 18. Februar: Friedrich Löchner
- 18. Februar: Otfried Preußler
- 20. Februar: Thomas Dormandy
- 20. Februar: Osmo A. Wiio
- 22. Februar: Heino Kiik
- 25. Februar: Mykolas Sluckis
- 27. Februar: Stéphane Hessel
- 27. Februar: Imants Ziedonis
- 28. Februar: Frank Faber
- 01. März: Campbell Armstrong
- 05. März: Adolf Himmel
- 06. März: Tsuji Ryōichi
- 06. März: Jupp Weindich
- 11. März: Boris Wassiljew
- 13. März: Anna Jonas
- 15. März: Richard Christ
- 16. März: Rascha Peper
- 18. März: Peter Ensikat
- 21. März: Chinua Achebe
- 24. März: Barbara Anderson
- 25. März: Ellen Einan
- 25. März: Jean-Marc Roberts
- 29. März: John J. Gumperz
- 01. April: Camille Bourniquel
- 02. April: Wolfgang Schmidt
- 06. April: Wera Küchenmeister
- 08. April: Peter Moraw
- 08. April: José Luis Sampedro
- 11. April: Mbaye Gana Kébé
- 21. April: Helga Abret
- 26. April: Carol Beach York
- 30. April: Viviane Forrester
- 30. April: Andrew J. Offutt
- 30. April: J. M. Ritchie
- 01. Mai: Lutz Schulenburg
- 02. Mai: Doreen Daume
- 05. Mai: Jürg Amann
- 05. Mai: Lotfi Dziri
- 05. Mai: Sarah Kirsch
- 10. Mai: Brigitte Hähnel
- 15. Mai: Margret Rettich
- 17. Mai: T. Alan Broughton
- 20. Mai: Rufus C. Camphausen
- 22. Mai: Henning Rischbieter
- 26. Mai: Jack Vance
- 29. Mai: Hans-Jochen Schale
- 30. Mai: Güzin Dino
- 30. Mai: Andrew Greeley
- 30. Mai: Mario Wirz
- 01. Juni: Katrine von Hutten
- 02. Juni: Hubert Wiedfeld
- 06. Juni: Tom Sharpe
- 08. Juni: John Boyd
- 08. Juni: Yoram Kaniuk
- 09. Juni: Iain M. Banks
- 09. Juni: Walter Jens
- 10. Juni: Ralph Graves
- 16. Juni: Maurice Nadeau
- 17. Juni: Michael Baigent
- 19. Juni: Vince Flynn
- 19. Juni: Marga Frank
- 19. Juni: Parke Godwin
- 22. Juni: Javier Tomeo
- 23. Juni: Richard Matheson
- 23. Juni: Henning Ritter
- 26. Juni: Dumitru Matcovschi
- 29. Juni: Guilherme de Melo
- 29. Juni: Satimschan Sanbajew
- 02. Juli: Brigitta Weiss
- 03. Juli: Lisa Kahn
- 04. Juli: Bernardine Bishop
- 05. Juli: Paul Raabe
- 06. Juli: Juan Introini
- 09. Juli: Milena Milani
- 09. Juli: Barbara Robinson
- 10. Juli: Józef Gara
- 12. Juli: Elaine Morgan
- 12. Juli: Takako Takahashi
- 13. Juli: George Paget
- 17. Juli: Henri Alleg
- 17. Juli: Vincenzo Cerami
- 17. Juli: Jack-Alain Léger
- 18. Juli: Ihor Katschurowskyj
- 19. Juli: Leyla Erbil
- 21. Juli: Ugo Riccarelli
- 21. Juli: Rolf Schwendter
- 23. Juli: Philipp Brucker
- 26. Juli: Rolf Haufs
- 30. Juli: Takeuchi Minoru
- 04. August: Sherko Bekas
- 04. August: Mari Vallisoo
- 08. August: Douglas R. Mason (John Rankine)
- 08. August: Elizabeth Peters
- 09. August: Hans Joachim von Koblinski
- 09. August: Urbano Tavares Rodrigues
- 15. August: Kariophilis Mitsakis
- 15. August: Sławomir Mrożek
- 17. August: Jan Ekström
- 17. August: John Hollander
- 20. August: Elmore Leonard
- 20. August: Erik Neutsch
- 25. August: Hubert Schumann
- 26. August: Wolfgang Herrndorf
- 28. August: Mark McShane
- 30. August: Seamus Heaney
- 30. August: Klaus von See
- 02. September: Lewon Ananjan
- 02. September: Frederik Pohl
- 03. September: Dirk Alvermann
- 05. September: Manfred Kliem
- 05. September: Klaus Rohleder
- 06. September: Ann C. Crispin
- 09. September: Alberto Bevilacqua
- 11. September: Albert Jacquard
- 11. September: Nic Weber
- 12. September: Erich Loest
- 17. September: Martí de Riquer
- 18. September: Hans Daiber
- 18. September: Marcel Reich-Ranicki
- 19. September: Lazar Steinmetz
- 21. September: Kofi Awoonor
- 22. September: Christopher John Koch
- 22. September: Leonore Mau
- 22. September: Álvaro Mutis
- 23. September: Hugo Raes
- 23. September: António Ramos Rosa
- 25. September: Elisabeth Borchers
- 25. September: Choi In-ho
- 28. September: James Emanuel
- 29. September: Yamazaki Toyoko
- 01. Oktober: Tom Clancy
- 02. Oktober: Shun Akiyama
- 03. Oktober: Kurt Steinkrauß
- 04. Oktober: Gerold Anrich
- 07. Oktober: Joanna Chmielewska
- 08. Oktober: Khady Sylla
- 09. Oktober: Mark Brandon Read
- 12. Oktober: Oscar Hijuelos
- 12. Oktober: Ulf Linde
- 15. Oktober: Elisabeth Markstein
- 18. Oktober: Janina Katz
- 22. Oktober: William Harrison
- 23. Oktober: Tim Griggs
- 25. Oktober: Katharina von Arx
- 25. Oktober: Arthur C. Danto
- 25. Oktober: Bill Gulick
- 31. Oktober: Ingmar Brantsch
- 31. Oktober: Gérard de Villiers
- 04. November: Lena Karpunina
- 07. November: Walter Fröhlich
- 08. November: Maie Kalda
- 09. November: Jürgen Leinemann
- 09. November: Werner Marti
- 09. November: Georg P. Salzmann
- 10. November: Hermann Gutmann
- 10. November: Giorgio Orelli
- 12. November: Festus Iyayi
- 12. November: Thomas Wieczorek
- 13. November: Hans-Jürgen Heise
- 16. November: Michel Cointat
- 16. November: Zbyněk Hejda
- 17. November: Doris Lessing
- 19. November: Walter Leissle
- 19. November: Charlotte Zolotow
- 20. November: Francisco Asensi
- 20. November: Dieter Hildebrandt
- 20. November: Robert Reginald
- 24. November: Serge Ehrensperger
- 24. November: Gretl Keren Fischer
- 25. November: Peter Kurzeck
- 26. November: Krista Kajar
- 27. November: Rudolf Lorenzen
- 27. November: Wolf Jobst Siedler
- 28. November: Wolfgang Müller
- 29. November: Dieter G. Eberl
- 29. November: Natalja Gorbanewskaja
- 29. November: Simon Ruge
- 01. Dezember: André Schiffrin
- 02. Dezember: Iván Bächer
- 02. Dezember: Mance Post
- 02. Dezember: Hilbert Schenck
- 05. Dezember: Jean-Luc Benoziglio
- 05. Dezember: Colin Wilson
- 06. Dezember: Jean-Pierre Desthuilliers
- 06. Dezember: Henri Maldiney
- 09. Dezember: Peter Urban
- 11. Dezember: Regina Derijewa
- 12. Dezember: Tschabua Amiredschibi
- 12. Dezember: Bernd Rebe
- 13. Dezember: Hugh Nissenson
- 13. Dezember: Horst Tomayer
- 14. Dezember: Janet Dailey
- 17. Dezember: Gisela Richter-Rostalski
- 18. Dezember: Paul Torday
- 19. Dezember: Anke Schäfer
- 19. Dezember: Ned Vizzini
- 22. Dezember: Oscar Peer
- 24. Dezember: Helga M. Novak
- 25. Dezember: Peter Vujica
- 26. Dezember: Michel Tauriac
- 29. Dezember: Simon Yussuf Assaf
- 29. Dezember: C. T. Hsia
- 31. Dezember: Denis Belloc
- 31. Dezember: Irina Korschunow

## Literaturpreise 2013

### Deutsche Literaturpreise
- Adelbert-von-Chamisso-Preis: Marjana Gaponenko; Matthias Nawrat und Anila Wilms (Förderpreise)
- Alfred-Döblin-Preis: Saša Stanišić
- Alfred-Döblin-Stipendium (Auswahl): Nina Bußmann, Lisa-Marie Dickreiter, Bettina Hartz, Yulia Marfutova, Sarah Trilsch
- Alfred-Kerr-Preis für Literaturkritik: Daniela Strigl
- Alice Salomon Poetik Preis: Andreas Steinhöfel
- aspekte-Literaturpreis: Eberhard Rathgeb für Kein Paar wie wir
- Bayerischer Kunstförderpreis für Literatur: Martin Beyer; Jonas Lüscher; Christian Schloyer
- Berliner Literaturpreis: Lukas Bärfuss
- Berliner Preis für Literaturkritik: Lothar Müller
- Bertolt-Brecht-Literaturpreis: Ingo Schulze
- Carl-Amery-Literaturpreis: Ulrich Peltzer
- Carl-Zuckmayer-Medaille:  Doris Dörrie
- Clemens-Brentano-Preis: Philipp Schönthaler
- Debütpreis des Buddenbrookhauses: Carmen Stephan für Mal Aria
- DELIA-Literaturpreis: Dark Canopy von Jennifer Benkau
- Deutscher Buchpreis: Terézia Mora für Das Ungeheuer
- Deutscher Erzählerpreis: Gregor Sander für Winterfisch
- Deutscher Science-Fiction-Preis:
  - Bester Roman: Das Artefakt von Andreas Brandhorst
  - Beste Erzählung: Zur Feier meines Todes von Michael K. Iwoleit
- Düsseldorfer Literaturpreis: Thomas Hettche
- Eugen-Helmlé-Übersetzerpreis: Jürgen Ritte
- Friedrich-Hölderlin-Preis der Stadt Bad Homburg: Ralf Rothmann; Arno Camenisch (Förderpreis)
- Georg-Büchner-Preis: Sibylle Lewitscharoff
- Georg-K.-Glaser-Preis: Harald Martenstein
- Gerty-Spies-Literaturpreis: Eva Menasse
- Günter-Eich-Preis für Hörspiele: Jürgen Becker
- Heinrich-Mann-Preis: Robert Menasse
- Heinrich Maria Ledig-Rowohlt-Preis für Übersetzer: Bernhard Robben
- Hermann-Kesten-Preis: Index on Censorship, Organisation zur Verteidigung der Meinungsfreiheit
- Hilde-Domin-Preis für Literatur im Exil: Abbas Khider
- Hotlist: Die Manon Lescaut von Turdej von Wsewolod Petrow (postum)
- Italo-Svevo-Preis: Giwi Margwelaschwili
- Jean-Paul-Preis: Petra Morsbach
- Johann-Heinrich-Merck-Preis für literarische Kritik und Essay: Wolfram Schütte
- Joseph-Breitbach-Preis: Jenny Erpenbeck
- Kasseler Literaturpreis: Wilhelm Genazino (Hauptpreis); Wolfram Lotz (Förderpreis)
- Kleist-Preis: Katja Lange-Müller
- Kranichsteiner Literaturpreis: Marica Bodrožić
- Kurd-Laßwitz-Preis: 
  - Bester Roman: Pulsarnacht von Dietmar Dath
  - Beste Erzählung: Im Käfig von Klaus N. Frick
  - Bester ausländischer Roman: Die Hölle ist die Abwesenheit Gottes von Ted Chiang
- Lessing-Preis der Freien und Hansestadt Hamburg:
  - Hauptpreisträger: Wolfgang Schivelbusch
  - Stipendiat: Finn-Ole Heinrich
- Literaturpreis der Konrad-Adenauer-Stiftung: Martin Mosebach
- Literaturpreis der Stadt Bremen: Wolf Haas für Verteidigung der Missionarsstellung; Förderpreis an Andreas Stichmann für Das große Leuchten
- Literaturpreis des Kulturkreises der deutschen Wirtschaft: Clemens J. Setz (Prosa); Nora Gomringer (Poesie)
- Literaturpreis Ruhr: Karl-Heinz Gajewsky für die Internetplattform „Reviercast“
- Luchs des Jahres: Es gibt Dinge, die kann man nicht erzählen von Kirsten Boie
- Ludwig-Börne-Preis: Peter Sloterdijk
- Marieluise-Fleißer-Preis: Rainald Goetz
- Mülheimer Dramatikerpreis: Katja Brunner, Von den beinen zu kurz
- Nicolas-Born-Preis: Gerhard Henschel; Förderpreis: Florian Kessler
- Osnabrücker Dramatikerpreis: Thomas Köck mit jenseits von fukuyama
- Peter-Huchel-Preis für Lyrik: Monika Rinck
- Pfalzpreis für Literatur: Heimaturlaub und Tischlers Auftritt von Joachim Geil
- Das politische Buch: Robert Menasse für Der europäische Landbote. ...
- postpoetry.NRW (Auswahl): Bärbel Klässner, Manfred Sestendrup, Walter Wehner
- Preis der Leipziger Buchmesse:
  - Belletristik: David Wagner, Leben
  - Sachbuch/Essayistik: Helmut Böttiger, Die Gruppe 47. Als die deutsche Literatur Geschichte schrieb
  - Übersetzung: Eva Hesse, Übersetzung aus dem Englischen von Ezra Pound: Die Cantos
- Preis der LiteraTour Nord: Marica Bodrožić
- Rahel-Varnhagen-von-Ense-Medaille: Günther Rühle
- Rheingau Literatur Preis: Ralph Dutli
- Robert-Gernhardt-Preis:
  - Paulus Böhmer für den Lyrikband Zum Wasser will alles Wasser will weg
  - Ricarda Junge für ihren Roman Die letzten warmen Tage
- Roswitha-Preis: Ulrike Draesner
- Schiller-Gedächtnispreis: Rainald Goetz
- Silberne Feder: Elefanten sieht man nicht von Susan Kreller
- Thomas-Mann-Preis: Juli Zeh
- Ungewöhnlichster Buchtitel des Jahres: Das Mädchen mit dem Rohr im Ohr und der Junge mit dem Löffel im Hals von Volker Strübing
- Uwe-Johnson-Preis: Matthias Senkel für Frühe Vögel
- Werner-Bergengruen-Preis: Kurt Drawert
- Wilhelm-Müller-Preis: Angela Krauß
- Wilhelm-Raabe-Literaturpreis: Marion Poschmann für Die Sonnenposition
- Wolfgang-Weyrauch-Förderpreis: Uljana Wolf und Tobias Roth

### Internationale Literaturpreise
- Adalbert-Stifter-Preis des Landes Oberösterreich: Erich Hackl
- AKO Literatuurprijs: Feest van het begin von Joke van Leeuwen
- Andrew Carnegie Medal for Excellence in Fiction: Canada von Richard Ford
- Angus Book Award: Teri Terry für Slated
- Anisfield-Wolf Book Award (Auswahl):
  - Nonfiction: Far From the Tree von Andrew Solomon
- Anton-Wildgans-Preis: Norbert Gstrein
- Arthur C. Clarke Award: Dark Eden von Chris Beckett
- Aschehoug-Literaturpreis: Erlend Loe
- Astrid-Lindgren-Gedächtnis-Preis: Isol (Argentinien)
- Basler Lyrikpreis: Elisabeth Wandeler-Deck
- BNG Nieuwe Literatuurprijs: Wytske Versteeg für Boy
- Bollinger Everyman Wodehouse Prize: Howard Jacobson für Zoo Time
- Breslauer Lyrikpreis Silesius:
  - Gesamtwerk: Krystyna Miłobędzka
  - Buch des Jahres: Niemal całkowita utrata płynności von Marcin Baran
  - Debüt des Jahres: Splendida realta von Ilona Witkowska
- Buchpreis der Salzburger Wirtschaft: Julian Schutting
- Bündner Literaturpreis: Silvio Huonder
- Caldecott Medal: Jon Klassen für This is Not My Hat
- Carnegie Medal: Sally Gardner für Maggot Moon
- Cervantespreis: Elena Poniatowska
- Coburger Rückert-Preis: Nihad Siris
- Compton Crook Award: Control Point von Myke Cole
- Cordwainer Smith Rediscovery Award: Wyman Guin
- Costa Book Awards (Auswahl):
  - Roman: Life after Life von Kate Atkinson
  - Kinderbuch: Goth Girl and the Ghost of a Mouse von Chris Riddell
  - Biografie: The Pike: Gabriele D’Annunzio – Poet, Seducer and Preacher of War von Lucy Hughes-Hallett
- Danuta Gleed Literary Award: Rebecca Lee für Bobcat and other stories
- David Cohen Prize: Hilary Mantel
- De Inktaap: Het voorseizoen von David Pefko
- DR Romanpreis: Profeterne i Evighedsfjorden von Kim Leine
- Duff Cooper Prize: The Pike: Gabriele D’Annunzio von Lucy Hughes-Hallett
- Dylan Thomas Prize: Claire Vaye Watkins mit Battleborn
- Erich-Fried-Preis: Rainer Merkel
- Ernst-Jandl-Preis für Lyrik: Elke Erb
- Europäischer Märchenpreis: Heinz Rölleke
- Europäischer Preis für Literatur: Erri De Luca
- FIL-Preis: Yves Bonnefoy
- Finlandia-Preis: Jokapäiväinen elämämme von Riikka Pelo
- Franz-Hessel-Preis: Jonas Lüscher für seine Novelle Frühling der Barbaren und Frédéric Ciriez für seinen Roman Mélo
- Franz-Kafka-Literaturpreis: Amos Oz
- Frost Medal: Robert Bly
- Geoffrey Faber Memorial Prize: A Girl Is a Half-formed Thing von Eimear McBride
- Gert-Jonke-Preis: Händl Klaus und Friederike Roth
- Geschwister-Scholl-Preis: Otto Dov Kulka für Landschaften der Metropole des Todes. Auschwitz und die Grenzen der Erinnerung und der Vorstellungskraft
- Goldsmiths Prize: Eimear McBride für A Girl Is a Half-formed Thing
- Gottfried-Keller-Preis: Autorengruppe „Bern ist überall“
- Governor General’s Award for Fiction (engl.): The Luminaries von Eleanor Catton
- Grand prix de littérature policière (International): Le tueur se meurt (im Orig.: The Killer is Dying) von James Sallis
- Grand Prix du Théâtre: Armand Gatti
- Griffin Poetry Prize: 
  - Kanadisch: David McFadden, What's the Score?
  - International: Fady Joudah, Übersetzung von The Straw Bird It Follows Me, and Other Poems von Ghassan Zaqtan
- Guardian First Book Award: The Spinning Heart von Donal Ryan
- Gyldendalprisen: Øyvind Rimbereid
- Helen-und-Kurt-Wolff-Übersetzerpreis: Philip Boehm für die Übersetzung von Gregor von Rezzoris Roman Ein Hermelin in Tschernopol
- Hertzogprys (Prosa): Die aanspraak van lewende wesens von Ingrid Winterbach
- Hohenemser Literaturpreis:
  - Hauptpreis: Frau Kranž malt ein Bild von Hier von Saša Stanišić
  - Anerkennungspreis: Seitenschlag von Léda Forgó
- Holger Drachmann-legatet: Klaus Rifbjerg
- Hubert Evans Non-Fiction Prize: Geoff Meggs und Rod Mickleburgh, The Art of the Impossible: Dave Barrett and the NDP in Power, 1972–1975
- Independent Foreign Fiction Prize: Gerbrand Bakker für The Detour (dt.: Der Umweg)
- Ingeborg-Bachmann-Preis: Katja Petrowskaja
- Internationaler Literaturpreis – Haus der Kulturen der Welt: Teju Cole (Autor) und Christine Richter-Nilsson (Übersetzerin) für Open City
- International IMPAC Dublin Literary Award: Kevin Barry für City of Bohane
- Irish Book Awards (Auswahl):
  - Roman: The Guts von Roddy Doyle
  - Jugendbuch: Last Stand of Dead Men von Derek Landy
  - Sportbuch: Seven Deadly Sins von David Walsh
  - Lebenswerk: John Banville
- Jerusalem-Preis: Antonio Muñoz Molina
- Kościelski-Preis: Krystyna Dąbrowska
- KrimiZEIT-Bestenliste: Leichendieb von Patrícia Melo
- Kritikerprisen (Dänemark): Niels Frank für Nellies bog
- Kritikerprisen (Norwegen), Bestes Buch: Øyvind Rimbereid für Orgelsjøen
- Lambda Literary Awards (Auswahl):
  - Gay General Fiction: Everything Begins and Ends at the Kentucky Club von Benjamin Alire Sáenz
  - LGBT Children’s/Young Adult: Aristotle and Dante Discover the Secrets of the Universe von Benjamin Alire Sáenz
  - Bisexual Literature: In One Person von John Irving
  - Lesbian Memoir/Biography: Why Be Happy When You Could Be Normal? von Jeanette Winterson
  - Lesbian Mystery: Ill Will von Jean M. Redmann
  - Lesbian Poetry: Sea and Fog von Etel Adnan
- LiBeraturpreis: Patrícia Melo für Leichendieb
- Libris-Literaturpreis: Dit zijn de namen von Tommy Wieringa
- Lieutenant Governor’s Award for Literary Excellence: Lorna Crozier und Sarah Ellis
- Lionel Gelber Prize: Plutocrats: The Rise of the New Global Super-Rich and the Fall of Everyone Else von Chrystia Freeland
- Literaturpreis des Nordischen Rates: Kim Leine für Profeterne i Evighedsfjorden
- Literaturpreis der Stadt Wien: Gustav Ernst
- Man Booker Prize for Fiction: The Luminaries von Eleanor Catton
- Man Booker International Prize: Lydia Davis
- Matt-Cohen-Preis: Andrew Nikiforuk
- Miles Franklin Award: Michelle de Kretser für Questions of Travel
- Mishima-Preis: Shiroiro no machi no, sono hone no taion no von Sayaka Murata
- Mitteleuropäischer Literaturpreis Angelus: Museum der vergessenen Geheimnisse von Oksana Sabuschko
- Murasaki-Shikibu-Literaturpreis: Mari Akasaka für Tōykō Prison
- Nadal-Literaturpreis: Sergio Vila-Sanjuán für Estaba en el aire
- National Book Awards: 
  - Prosa: James McBride, The Good Lord Bird
  - Sachbuch: George Packer, The Unwinding: An Inner History of the New America
  - Lyrik: Mary Szybist, Incarnadine: Poems
  - Jugendbuch: Cynthia Kadohata, The Thing About Luck
  - Literarisches Lebenswerk: E. L. Doctorow
- Nelly-Sachs-Preis: Abbas Khider
- Nike: 
  - Hauptpreis: Ciemno, prawie noc von Joanna Bator
  - Publikumspreis: Morfina von Szczepan Twardoch
- Nobelpreis für Literatur: Alice Munro
- Nordischer Preis der Schwedischen Akademie: Sofi Oksanen
- Orwell Prize (Auswahl): 
  - Kategorie „Buch“: A Very British Killing: The Death of Baha Mousa von A. T. Williams
  - Sonderpreis: Marie Colvin mit On the Front Line. The Collected Journalism of Marie Colvin (postum)
- Österreichischer Kinder- und Jugendbuchpreis:
- Österreichischer Staatspreis für Europäische Literatur: John Banville
- Park-Kyung-ni-Literaturpreis: Marilynne Robinson
- P.C.-Hooft-Preis: A. F. Th. van der Heijden
- PEN/Faulkner Award: Benjamin Alire Sáenz für Everything Begins and Ends at the Kentucky Club
- Per-Olov-Enquist-Preis: Ingvild H. Rishøi
- Preis der Norwegischen Akademie: Jan Kjærstad
- Premi Sant Jordi de novel·la: Dies de frontera von Vicenç Pagès i Jordà
- Premio Alfaguara de Novela: José Ovejero für La invención del amor
- Premio Biblioteca Breve: Música de cámara von Rosa Regàs
- Prémio Camões: Mia Couto
- Premio Campiello: L'amore graffia il mondo von Ugo Riccarelli
- Premio Gregor von Rezzori (Bestes ausländisches Werk): Das Geräusch der Dinge beim Fallen von Juan Gabriel Vásquez
- Premio Iberoamericano de Narrativa Manuel Rojas: Ricardo Piglia
- Prémio José Saramago: Ondjaki für Os Transparentes
- Prêmio Juca Pato: Audálio Dantas für As duas guerras de Vlado Herzog
- Prémio LeYa: Gabriela Ruivo Trindade für Uma Outra Voz
- Prêmio Machado de Assis: Silviano Santiago
- Premio Malaparte: Julian Barnes
- Premio Planeta: Clara Sánchez für El cielo ha vuelto
- Premio Strega: Walter Siti für Resistere non serve a niente
- Prinz-von-Asturien-Preis für Literatur: Antonio Muñoz Molina
- Pritzker Literature Award for Lifetime Achievement in Military Writing: Tim O’Brien
- Prix Claude-Farrère: Philippe de Villiers
- Prix du polar européen: Petros Markaris für Faule Kredite
- Prix européen de l’essai Charles Veillon: Harald Weinrich für sein Lebenswerk
- Prix européen Utopiales des pays de la Loire: Exodes von Jean-Marc Ligny
  - Prix Utopiales européen jeunesse: Ici-bas von Yves Grevet
- Prix Femina: Léonora Miano für La Saison de l'ombre
- Prix Femina Essai: Jean-Paul Enthoven und Raphaël Enthoven für Dictionnaire amoureux de Marcel Proust
- Prix Femina Étranger: Richard Ford für Canada
- Prix Goncourt (Roman): Au revoir là-haut von Pierre Lemaitre
- Prix Goncourt de la nouvelle: L’Étrange Affaire du pantalon de Dassoukine von Fouad Laroui
- Prix Goncourt des lycéens: Le Quatrième Mur von Sorj Chalandon
- Prix Interallié: Moment d’un couple von Nelly Alard
- Prix littéraire de la Vocation: Tu montreras ma tête au peuple von François-Henri Désérable
- Prix du Livre Inter: Sombre Dimanche von Alice Zeniter
- Prix Mallarmé: Alain Duault, Les sept prénoms du vent
- Prix Max Cukierman: Robert Bober
- Prix Médicis: Marie Darrieussecq für Il faut beaucoup aimer les hommes
- Prix Médicis étranger: Toine Heijmans für En mer (dt.: Irrfahrt)
- Prix Médicis essai: Swetlana Alexijewitsch für La fin de l’homme rouge
- Prix mondial Cino Del Duca: Robert Darnton
- Prix Renaudot: Naissance von Yann Moix
- Pulitzer-Preise (Auswahl):
  - Belletristik: Adam Johnson für The Orphan Master's Son (dt.: Das geraubte Leben des Waisen Jun Do)
  - Drama: Ayad Akhtar für Disgraced
  - Dichtung: Stag’s Leap von Sharon Olds
  - Sachbuch: Gilbert King für Devil in the Grove: Thurgood Marshall, the Groveland Boys, and the Dawn of a New America
- Retzhofer Dramapreis: Ferdinand Schmalz für am beispiel der butter
- Riverton-Preis: Den siste pilegrimen von Gard Sveen
- Runciman Award: Sophocles and the Language of Tragedy von Simon Goldhill
- Samuel-Johnson-Preis: Lucy Hughes-Hallett für The Pike
- Schweizer Buchpreis: Carambole von Jens Steiner
- Scotiabank-Giller-Preis: Lynn Coady für Hellgoing
- Sedat-Simavi-Preis (Kategorie „Literatur“): Hasan Ali Toptaş
- Solothurner Literaturpreis: Franz Hohler
- Somerset Maugham Award (Auswahl): Ned Beauman für The Teleportation Accident
- Søren-Gyldendal-Preis: Jens Smærup Sørensen
- Spycher: Literaturpreis Leuk: Mircea Cărtărescu und Michael Roes
- Stonewall Book Awards:
  - Literatur: The Last Nude von Ellis Avery
  - Kinder- und Jugendliteratur: Aristotle and Dante Discover the Secrets of the Universe von Benjamin Alire Sáenz
  - Sachbuch: For Colored Boys Who Have Considered Suicide When the Rainbow is Still Not Enough: Coming of Age, Coming Out, and Coming Home von Keith Boykin (Hrsg.)
- Theodor-Kramer-Preis: Margit Bartfeld-Feller und Manfred Wieninger
- T. S. Eliot Prize der Poetry Book Society: Sinéad Morrissey für Parallax
- Tucholsky-Preis (Schweden): Masha Gessen
- Walter Scott Prize: The Garden of Evening Mists von Tan Twan Eng
- Waterstone’s Children’s Book Prize: Ketchup Clouds von Annabel Pitcher
- Weekendavisens litteraturpris: Digte von Yahya Hassan
- Windham–Campbell Literature Prize (Auswahl):
  - Fiction: Tom McCarthy; James Salter; Zoë Wicomb
  - Non-Fiction: Jeremy Scahill; Jonny Steinberg
  - Drama: Tarell Alvin McCraney
- Wisława-Szymborska-Preis: Krystyna Dąbrowska mit Białe krzesła und Łukasz Jarosz mit Pełna krew
- Women’s Prize for Fiction: A. M. Homes für May We Be Forgiven
- W.Y. Boyd Literary Award for Excellence in Military Fiction: Ralph Peters für Cain at Gettysburg
- Yi-Sang-Literaturpreis: Kim Ae-ran

## Verwandte Preise und Ehrungen
- Bibliothek des Jahres: Stadtbibliothek Stuttgart
- Brüder-Grimm-Poetikprofessur: Sibylle Lewitscharoff
- Buber-Rosenzweig-Medaille: Mirjam Pressler (zusammen mit dem Fritz Bauer Institut)
- Deutscher Kinderhörspielpreis: Märchentherapie von Max Urlacher
- Drama Desk Award for Outstanding Play: Vanya and Sonia and Masha and Spike von Christopher Durang
- Erasmuspreis: Jürgen Habermas
- Förderpreis des Landes Nordrhein-Westfalen (Sparte Literatur): Gunther Geltinger und Marie T. Martin
- Friedenspreis des Deutschen Buchhandels: Swetlana Alexijewitsch
- Goethe-Medaille: S. Mahmoud Hosseini Zad, iranischer Schriftsteller und Übersetzer; Naveen Kishore, indischer Verleger und Künstler; Petros Markaris, griechischer Autor und Präsident des Nationalen Buchzentrums Griechenlands
- Goldene Goethe-Medaille der Goethe-Gesellschaft Weimar: Yang Wuneng, chinesischer Germanist, Goetheforscher und -übersetzer; Jochen Schmidt, Germanist
- Hans-Kilian-Preis: Hans Joas
- Johan-Skytte-Preis: Robert Axelrod
- Kultureller Ehrenpreis der Landeshauptstadt München: Uwe Timm
- Kulturorden (Japan) (Auswahl): Susumu Nakanishi
- Kulturpreis der Stadt Basel: Alain Claude Sulzer
- Kulturpreis des Landes Oberösterreich, Kategorie Literatur: Walter Kohl
- Kurt-Wolff-Preis: Wallstein Verlag; Förderpreis: binooki Verlag
- Leibniz-Preis (Auswahl): Thomas Bauer; Lutz Raphael
- Leipziger Buchpreis zur Europäischen Verständigung: Klaus-Michael Bogdal für Europa erfindet die Zigeuner
- Leopold-Lucas-Preis: Giorgio Agamben
- Ludwig-Mülheims-Theaterpreis: Dea Loher
- MacArthur Fellowship (Auswahl): Donald Antrim; Karen Russell
- Michael-Althen-Preis für Kritik: Willi Winkler
- Obie Award, Sparte „Playwriting“: Ayad Akhtar für Disgraced und Annie Baker für The Flick
- Paszport Polityki für Literatur: Ziemowit Szczerek
- Prix de l’Académie de Berlin: Georges-Arthur Goldschmidt
- Sigmund-Freud-Kulturpreis: Christina von Braun
- Sigmund-Freud-Preis für wissenschaftliche Prosa: Angelika Neuwirth
- Thüringer Märchen- und Sagenpreis: Heinz Rölleke
- Tony Award (Bestes Theaterstück): Vanya and Sonia and Masha and Spike von Christopher Durang